# New Carrollton
New Carrollton es una ciudad ubicada en el condado de Prince George en el estado estadounidense de Maryland. En el año 2010 tenía una población de 12135 habitantes y una densidad poblacional de 3.111,54 personas por km².

## Geografía
New Carrollton se encuentra ubicado en las coordenadas 38°57′59″N 76°52′36″O / 38.96639, -76.87667.

## Demografía
Según la Oficina del Censo en 2000 los ingresos medios por hogar en la localidad eran de $51,930 y los ingresos medios por familia eran $56,696. Los hombres tenían unos ingresos medios de $35.438 frente a los $35.599 para las mujeres. La renta per cápita para la localidad era de $21.654. Alrededor del 7,1% de la población estaba por debajo del umbral de pobreza.